# Кринки (гміна)
Гміна Кринкі (пол. Gmina Krynki) — місько-сільська гміна у східній Польщі. Належить до Сокульського повіту Підляського воєводства.
Станом на 31 грудня 2011 у гміні проживало 3317 осіб.

## Територія
Згідно з даними за 2007 рік площа гміни становила 165.91 км², у тому числі:
- орні землі: 55.00%
- ліси: 37.00%

Таким чином, площа гміни становить 8.08% площі повіту.

## Населення
Станом на 31 грудня 2011:
| Опис     | Загалом | Загалом | Чоловіки | Чоловіки | Жінки | Жінки |
| -------- | ------- | ------- | -------- | -------- | ----- | ----- |
| одиниця  | осіб    | %       | осіб     | %        | осіб  | %     |
| все      | 3317    | 100     | 1628     | 49.08    | 1689  | 50.92 |
| міське   | 2554    | 100     | 1232     | 48.24    | 1322  | 51.76 |
| сільське | 763     | 100     | 396      | 51.90    | 367   | 48.10 |

## Сусідні гміни
Гміна Кринкі межує з такими гмінами: Ґрудек, Шудзялово.